# 알리카 밀로바
알리카 밀로바(Alika Milova, 2002년 9월 5일 ~ )는 에스토니아의 싱어송라이터이다. 2023 유로비전 송 콘테스트 에스토니아 대표 참가자이다.